# Eremaea brevifolia
Eremaea brevifolia är en myrtenväxtart som först beskrevs av George Bentham, och fick sitt nu gällande namn av Karel Domin. Eremaea brevifolia ingår i släktet Eremaea och familjen myrtenväxter. Inga underarter finns listade i Catalogue of Life.